# Haraguchi Takuto
Takuto Haraguchi (原口拓人 Haraguchi Takuto, sinh ngày 3 tháng 5 năm 1992) là một cầu thủ bóng đá người Nhật Bản thi đấu cho Gainare Tottori.

## Thống kê câu lạc bộ
Cập nhật đến ngày 23 tháng 2 năm 2018.
| Thành tích câu lạc bộ | Thành tích câu lạc bộ | Thành tích câu lạc bộ | Giải vô địch | Giải vô địch | Cúp                   | Cúp                   | Tổng cộng | Tổng cộng |
| Mùa giải              | Câu lạc bộ            | Giải vô địch          | Số trận      | Bàn thắng    | Số trận               | Bàn thắng             | Số trận   | Bàn thắng |
| Nhật Bản              | Nhật Bản              | Nhật Bản              | Giải vô địch | Giải vô địch | Cúp Hoàng đế Nhật Bản | Cúp Hoàng đế Nhật Bản | Tổng cộng | Tổng cộng |
| --------------------- | --------------------- | --------------------- | ------------ | ------------ | --------------------- | --------------------- | --------- | --------- |
| 2015                  | Renofa Yamaguchi      | J3 League             | 19           | 2            | 1                     | 0                     | 20        | 2         |
| 2016                  | Renofa Yamaguchi      | J2 League             | 10           | 1            | 0                     | 0                     | 10        | 1         |
| 2017                  | Gainare Tottori       | J3 League             | 17           | 1            | 1                     | 0                     | 18        | 1         |
| Tổng cộng sự nghiệp   | Tổng cộng sự nghiệp   | Tổng cộng sự nghiệp   | 46           | 4            | 2                     | 0                     | 48        | 4         |